# Андрушкевич, Владимир Ильич
Владимир Ильич Андрушкевич (23 ноября 1923, Пименовка, Уральская область — 5 января 2010, Пушкино, Московская область) — заслуженный художник РСФСР (1987).

## Биография
Владимир Ильич Андрушкевич родился 23 ноября 1923 года в селе Пименовка Пименовского сельсовета Чаусовского района Курганского округа Уральской области, ныне село входит в Кетовский муниципальный округ Курганской области.
8 марта 1942 года призван Курганским ГВК в Рабоче-крестьянскую Красную Армию. После полковой школы он был зачислен в 1-е Тюменское военное пехотное училище, откуда, пройдя краткосрочное обучение и получив звание лейтенанта, отправлен на Воронежский фронт. Первое ранение получил под Курском, но с передовой не ушел. Даже в эти суровые годы, часто откладывая автомат в сторону, брал в руки кисть и, залезая на высокие деревья или колокольни, находящиеся в непосредственной близости от линии фронта, зарисовывал передний край обороны противника, его замаскированные огневые позиции, а затем тщательно переносил добытые сведения на полевую карту. При форсировании Днепра 4 октября 1943 года, поднимая солдат в очередную атаку, командир роты 416-го стрелкового полка 112-й стрелковой дивизии 62-й армии старший лейтенант Андрушкевич был тяжело ранен. Осколок разорвавшейся неподалёку мины попал в голову. В полевых условиях он вынес сложнейшую операцию, после чего ещё семь месяцев пролежал в госпитале, откуда вышел с пожизненной инвалидностью.
Вступил в партию (с 1949 года был кандидатом в члены ВКП(б)).
В 1952 году с отличием окончил Московскую художественную студию для инвалидов ВОВ (преподаватели — Михаил Владимирович Добросердов, Григорий Израилевич Цейтлин, Иосиф Михайлович Гурвич). В 1958 году окончил Московский художественный институт имени В. И. Сурикова (мастерская Бориса Александровича Дехтерёва) по специальности иллюстратор и оформитель книги (преподаватели — Михаил Владимирович Маторин, Юрий Петрович Рейнер, Александр Ильич Фомкин).
В 1958 году Андрушкевич с семьей поселяется в дачном посёлке Клязьма Пушкинского района Московской области (ныне в черте города Пушкино).
С 1958 года постоянный участник различных художественных выставок. С 1964 года — член Союза художников России.
При активном содействии Владимира Ильича в 1965 году создана народная Изостудия Пушкинского района (в 1984 году получила звание «Народный самодеятельный коллектив»). В 1980 году организовано творческое объединение художников Пушкинского района, в котором он являлся председателем. До 2009 года обучал начинающих и уже состоявшихся художников в Пушкинском районном Доме Культуры. Более 30 лет изучал и практиковал йогу.
Владимир Андрушкевич был активным участником всесоюзных, республиканских, зональных и областных выставок. Его живописные и графические работы находятся более чем в ста музеях, картинных галереях и частных собраниях в России и за рубежом. В картинной галерее г. Красноармейска хранится более 350 его графических произведений — линогравюры, литографии, офорты, акварели, пастели, гуаши, рисунки карандашом, шариковой ручкой, тушью. В Чувашском государственном художественном музее хранится серия работ. Работал с такими мастерами как Евгений Шитиков, Евгений Устинов, Галина Завьялова.
Разработал гербы городов Пушкино, Ивантеевки, посёлка Клязьма
Владимир Ильич Андрушкевич умер 5 января 2010 года в городе Пушкино Пушкинского района Московской области, ныне город — административный центр городского округа Пушкинский той же области.

## Награды и звания
- Звание «Заслуженный художник РСФСР» (1987).
- Орден Отечественной войны I степени, 6 ноября 1985 года[6]
- Орден Красной Звезды, 30 мая 1951 года[7]
- 15 правительственных медалей[8], в т.ч.
  - Медаль «В ознаменование 100-летия со дня рождения Владимира Ильича Ленина»
  - Медаль «За победу над Германией в Великой Отечественной войне 1941—1945 гг.»
  - Юбилейная медаль «Двадцать лет Победы в Великой Отечественной войне 1941—1945 гг.»
  - Юбилейная медаль «Тридцать лет Победы в Великой Отечественной войне 1941—1945 гг.»
  - Юбилейная медаль «Сорок лет Победы в Великой Отечественной войне 1941—1945 гг.»
  - Юбилейная медаль «50 лет Победы в Великой Отечественной войне 1941—1945 гг.»
  - Юбилейная медаль «60 лет Победы в Великой Отечественной войне 1941—1945 гг.»
  - Юбилейная медаль «65 лет Победы в Великой Отечественной войне 1941—1945 гг.»
  - Медаль Жукова
  - Медаль «В память 850-летия Москвы»
  - Медаль «Ветеран труда»
  - Юбилейная медаль «50 лет Вооружённых Сил СССР»
  - Юбилейная медаль «60 лет Вооружённых Сил СССР»
- Знак «25 лет победы в Великой Отечественной войне»
- Почетный знак «За заслуги перед Пушкинским районом» (2008)
- Звание  «Почетный гражданин Пушкинского района» (1998)

За активную творческую и общественную деятельность отмечен дипломами Союза художников и рядом Почетных грамот.

## Галерея работ
В галерее представлены работы художника-геральдиста/

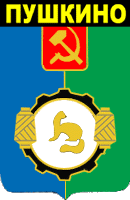
Герб Пушкино, 1975—2002
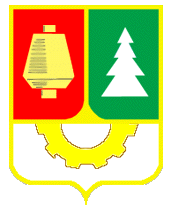
Герб Ивантеевки, 1984—1992